# Ayas (Italië)
Ayas is een gemeente in de Italiaanse regio Aostadal en telt 1296 inwoners (31-12-2004). De oppervlakte bedraagt 129,4 km², de bevolkingsdichtheid is 10 inwoners per km².
De volgende frazioni (Frans: hameaux) maken deel uit van de gemeente: Antagnod, Arpeillaz, La Barmaz, Barmasc, Bisous, Blanchard, Le Bochoney, Borbey, Bossoulaz, Brenguey, Le Brusal, Champlan, Champoluc, Le Collet, Contenéry, Corbet, Corneuil, Le Cornu, Le Cortot, Crestérésat, Le Crest, Crest-Forné, La Croisettaz, La Croix, Les Croües, Cunéaz, Les Droles, Estoul, Èriu, Les Fiéry, La Fourcaz-Dessus, La Fourcaz, Le Frachey, France, Les Fusines, Les Gavines, Les Goïls-Dessus, Les Goïls-Dessous, Le Grand Tournalin, Granaz, Les Grangettes, Granon, Le Lac-Vert, Lasertaz, Le Lavassey-Dessus, Le Lavassey, Lignod, Lillaz, Lunasc, Magnéaz, Magnéchoulaz, Mandrou, Mascognaz, Massuquin, Le Mase, Messan, Messanet, Meytéres, La Moléraz, Le Moulin-de-Po, Nanaz-Dessus, Nanaz-Dessous, Le Néal-Dessus, Le Néal-Dessous, L'Osel, L'Olivaz, Ostafaz-Dessus, Ostafaz-Dessous, Palenc, Palouettaz, Palud, Périasc-d'Aval, Périasc, Le Lac-de-Perrin, Les Péyoz, Le Pian-de-la Sal, Le Pian-de-Chanchavellat, Pian-Long, Pian-Péraz, Pianes, Pieit, Pilaz, Le Pillonet, Portolaz, Praz-Sec, Praé, Pracharbon, Ramére-Dessus, Ramére-Dessous, Les Ramey, Le Rangassey, Ravére-Dessus, Ravére-Dessous, Résy, Revé, Rollin, La Rongéaz, Rovinal, Sachiel, Saint-Jacques-des-Allemands, Saler, Salerin, Soudat, Soussun, Taconet, Le Tantané, Tavélaz, Charchérioz-Dessus, Charchérioz-Dessous, Les Charvalines, Les Chavannes, La Cuccaz, Le Tournalin-Dessus, Le Tournalin-Dessous, Le Trochey, Cères, Les Cimes-Blanches, Les Vagères, Vascochaz, La Vardaz, Vachères, Le Vasé, La Ventinaz, Verraz-Dessus, Verraz-Dessous, Véret, Le Vieil, Les Villy.

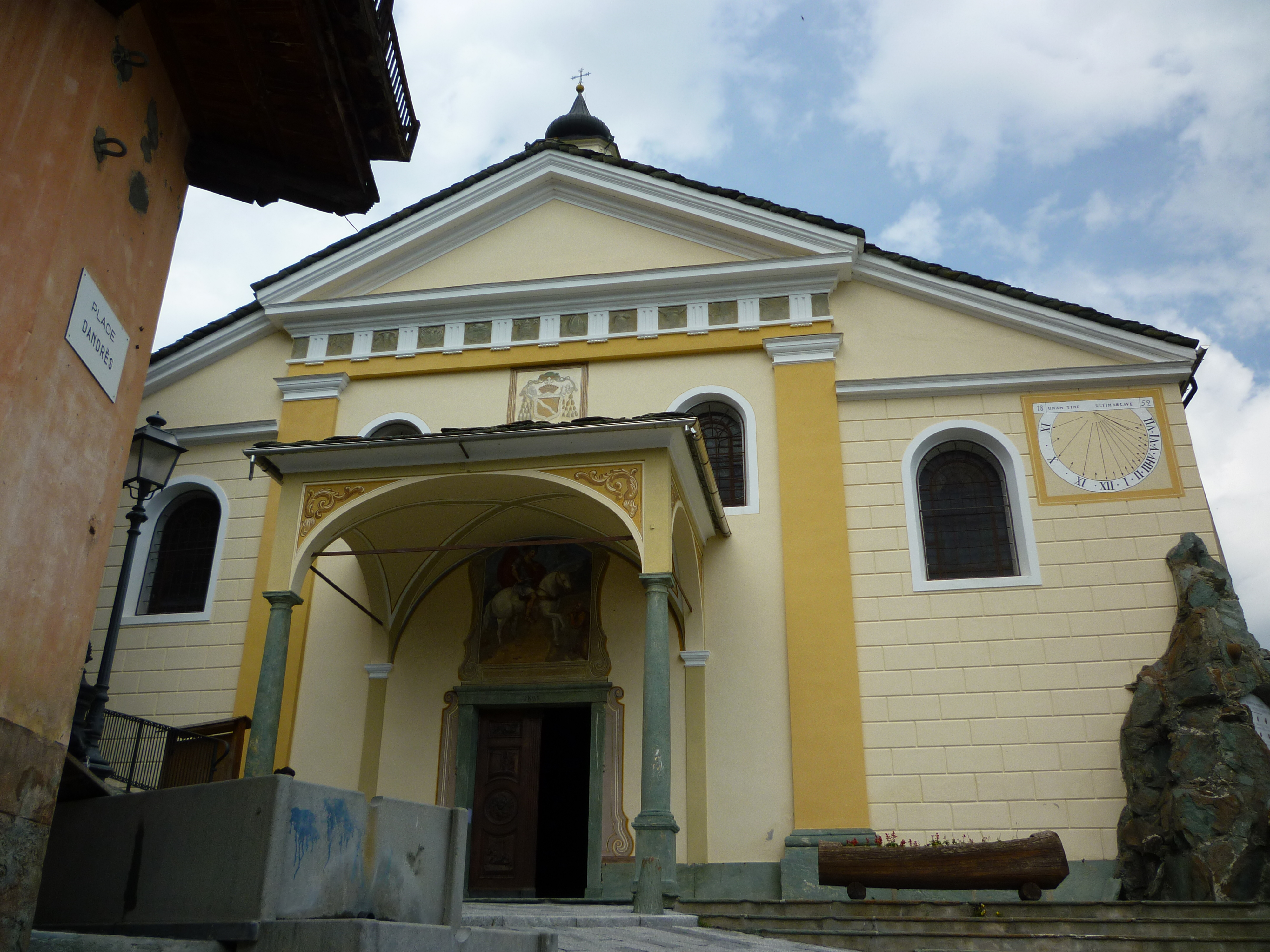
Kerk van Antagnod
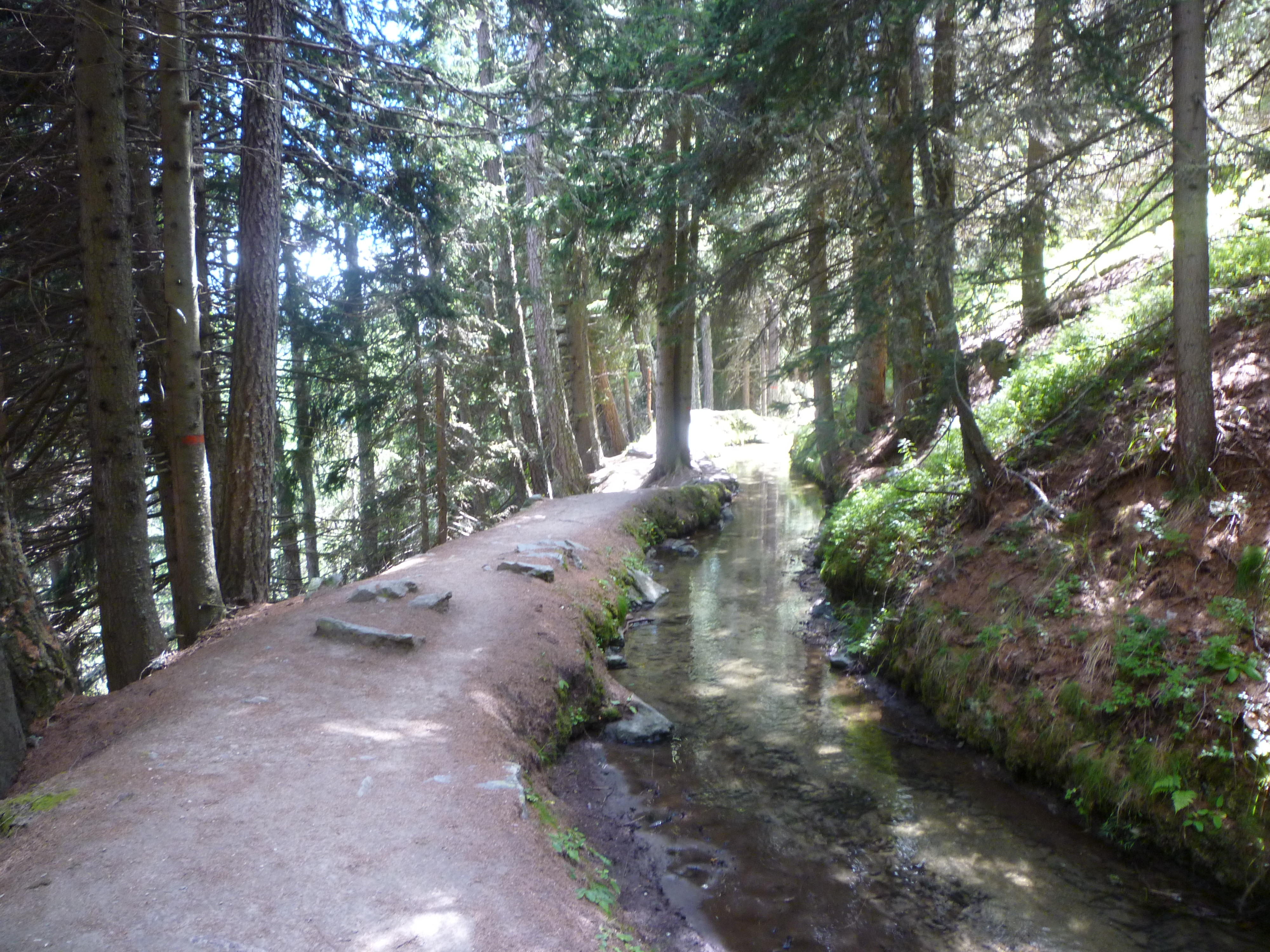
Rû Courtaud
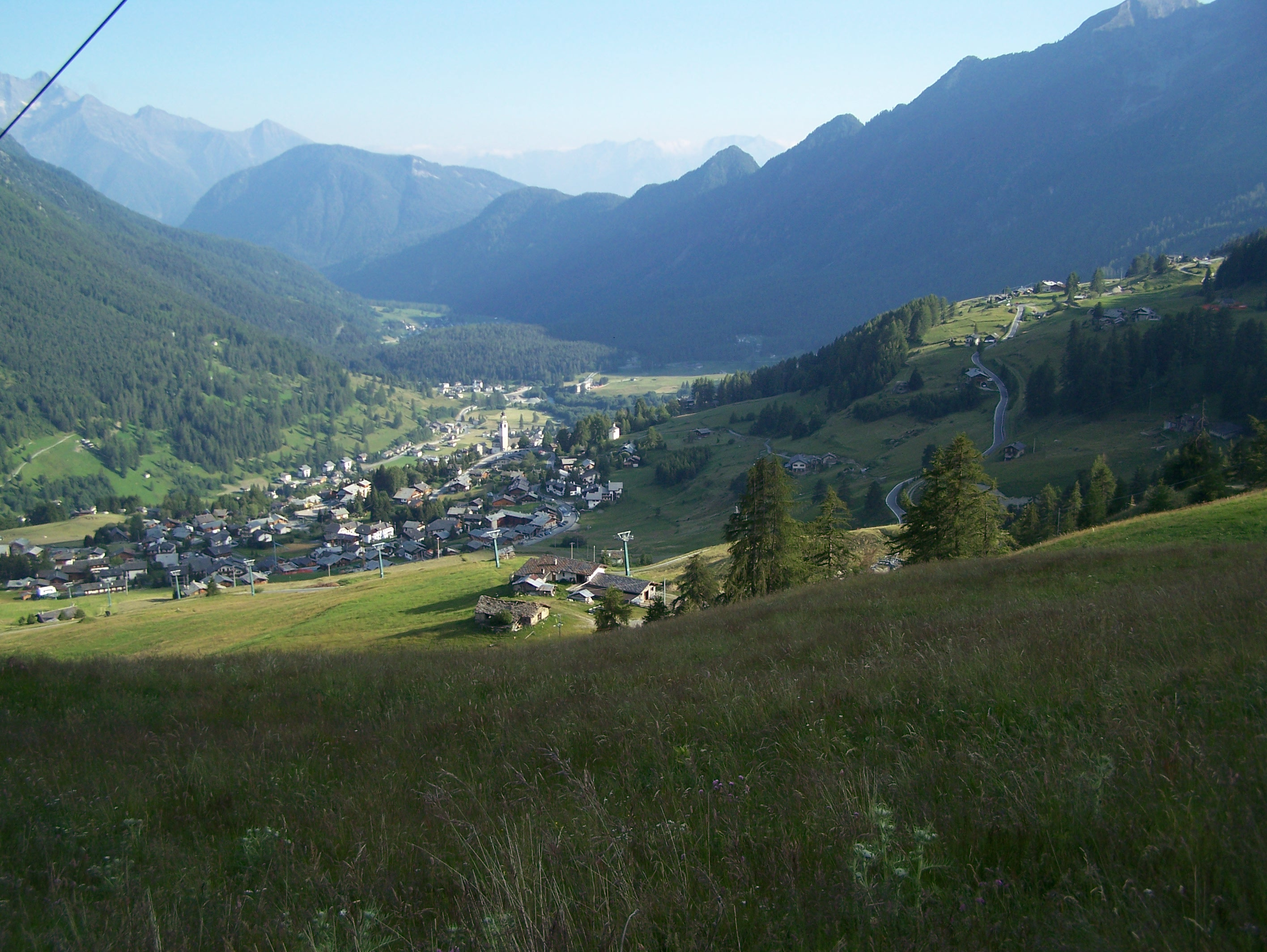
Uitzicht op Barmasc

## Demografie
Ayas telt ongeveer 640 huishoudens. Het aantal inwoners steeg in de periode 1991-2001 met 0,2% volgens cijfers uit de tienjaarlijkse volkstellingen van ISTAT.
| Jaar | Inwoneraantal |
| ---- | ------------- |
| 1991 | 1266          |
| 2001 | 1268          |

## Geografie
De gemeente ligt op ongeveer 1699 m boven zeeniveau.
Ayas grenst aan de volgende gemeenten: Brusson, Chamois, Châtillon, Gressoney-La-Trinité, Gressoney-Saint-Jean, La Magdeleine, Saint-Vincent, Valtournenche, Zermatt (CH-VS).